# Полуботки (село)
Полубо́тки — село в Україні, у  Новобілоуській сільській громаді Чернігівського району Чернігівської області. Населення становить 249 осіб. До 2020 орган місцевого самоврядування — Халявинська сільська рада. 
Наголос у назві села за свідченням старих мешканців, на літеру "У". Наголос на "бо́тки", говорить про взуття. Звучання у сількій вимові "плуботок", назва легкого козацького човна. Назва "Полубо́тки", виникла у 1990-ті роки, з отриманням Україною незалежності та піднесенням інтересу до  Павла Полуботка.  У Чернігові з'явилося багато чужих людей, що не чули тубільців села. (Дописувач 1941 року, з 5 річного віку чує цю назву з наголосом на "У").

## Історія
Назва походить від  прізвища засновника-поселення зі шляхетської родини Полуботків.
За П. Кулаковським, значна кількість поселень в околицях Чернігова виникла перед 1638 р.:
```
 
«Продовжував нарощувати мережу населених пунктів чернігівський воєвода (він же й староста) М. Калиновський, особисті володіння якого й пункти, належні до староства, розділити не вбачається можливим. В околицях Чернігова його осадчі перед 1638 р. осадили 
Жолвинку
, 
Масани
, Півці (Певцове), Свин (Свиню), Бобровицю, Сябричі,
 
Полуботків
, Лопатин, Коти, Уланів… Назви деяких поселень, належних М. Калиновському, свідчать, що вони засновувалися як міські хутори і лише згодом перейшли під контроль чернігівського старости. Так,
 
Полуботків
 
був заснований одним з Полуботків, ймовірно Яремою, чернігівським райцею, поблизу власного млина на Стрижні»
[
1
]
.
```

Село вперше згадується в подимному реєстрі 1638, на той час в Полуботках (Sioło Pulbutkow) налічувалося 21 «димів».
За даними на 1859 рік у козацькому й власницькому селі Чернігівського повіту Чернігівської губернії мешкало 329 осіб (165 чоловічої статі та 164 — жіночої), налічувалось 134 дворових господарства, існувала православна церква.
Станом на 1886 у колишньому державному й власницькому селі Халявинської волості мешкало 338 осіб налічувалось 66 дворових господарств, існувала православна церква.
На початку ХХ ст., внаслідок столипінської земельної реформи, біля Полуботок виникло два хутори — Миколаївський І та Миколаївський ІІ. Один із них і сьогодні існує у ліску неподалік психіатричної лікарні як частина с. Полуботки (місцевий люд називає його «П'ятихатки»), інший («х. Новониколаевский») був ліквідований, нині на його місці дачні та садові товариства.

### Голодомор
Село постраждало внаслідок голодомору 1932-33, до якого вдалася влада СРСР з огляду на масовий опір населення колективізації.
1932 у селі реєструються акції масової непокори владі, напади на агентів комуністів — комсомольців, буксирів, активістів.
З огляду на систематичний спротив — незаконній конфіскації продуктів, за поданням Чернігівського райкому КПУ, село занесено на «чорну дошку».
Населення пережило психози на ґрунті глибокого голодування, масові смерті від інфекційних хвороб та голодного шоку.

### Незалежна Україна
12 червня 2020 року, відповідно до розпорядження Кабінету Міністрів України № 730-р від «Про визначення адміністративних центрів та затвердження територій територіальних громад Чернігівської області», село увійшло до складу Новобілоуської сільської громади.
19 липня 2020 року, в результаті адміністративно-територіальної реформи та ліквідації колишнього Чернігівського району, село увійшло до складу новоутвореного Чернігівського району.

## Населення

### Мова
Розподіл населення за рідною мовою за даними перепису 2001 року:
| Мова       | Кількість | Відсоток |
| ---------- | --------- | -------- |
| українська | 208       | 83.53%   |
| російська  | 40        | 16.06%   |
| білоруська | 1         | 0.41%    |
| Усього     | 249       | 100%     |

## Галерея

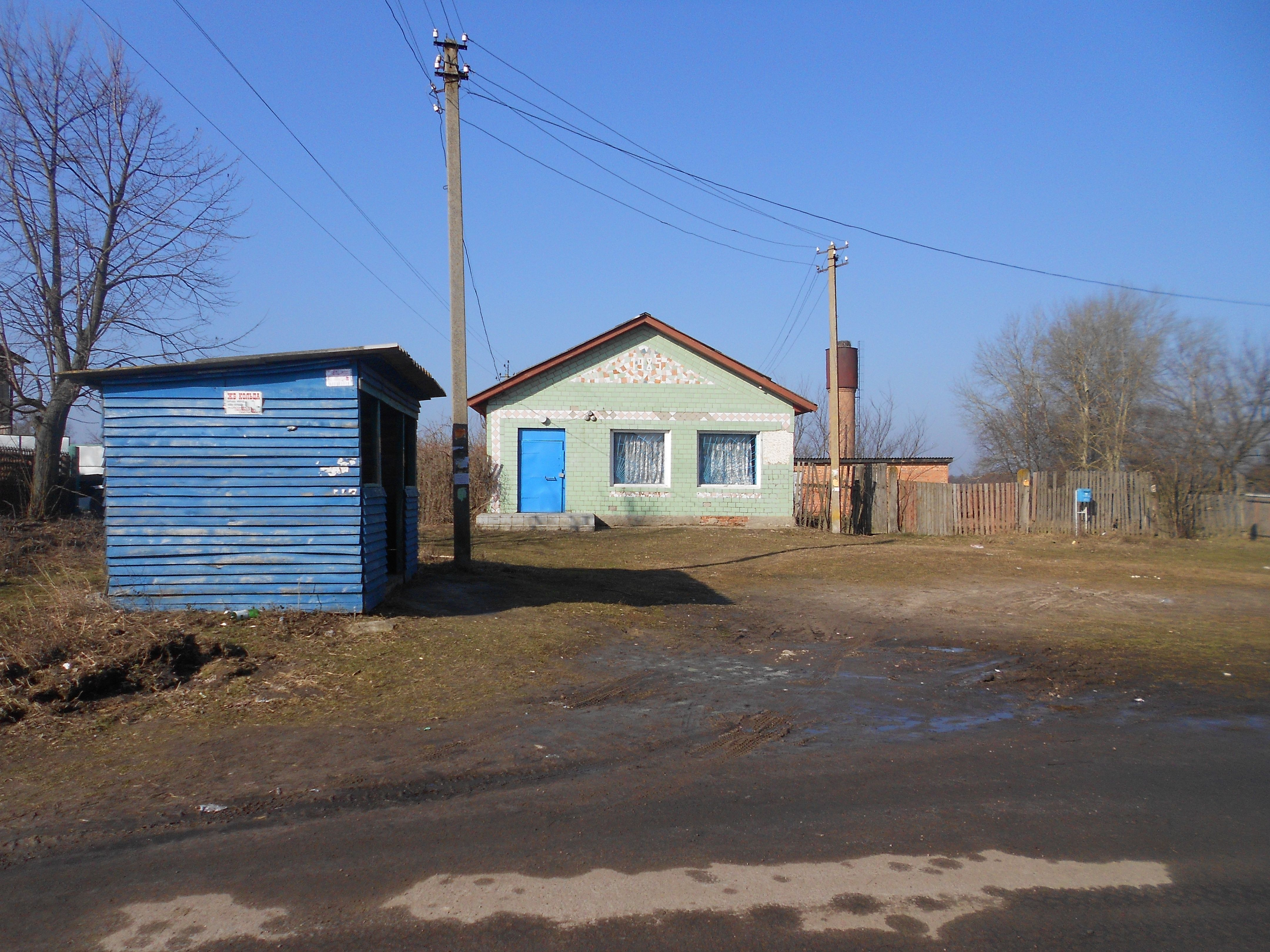
Автобусна зупинка
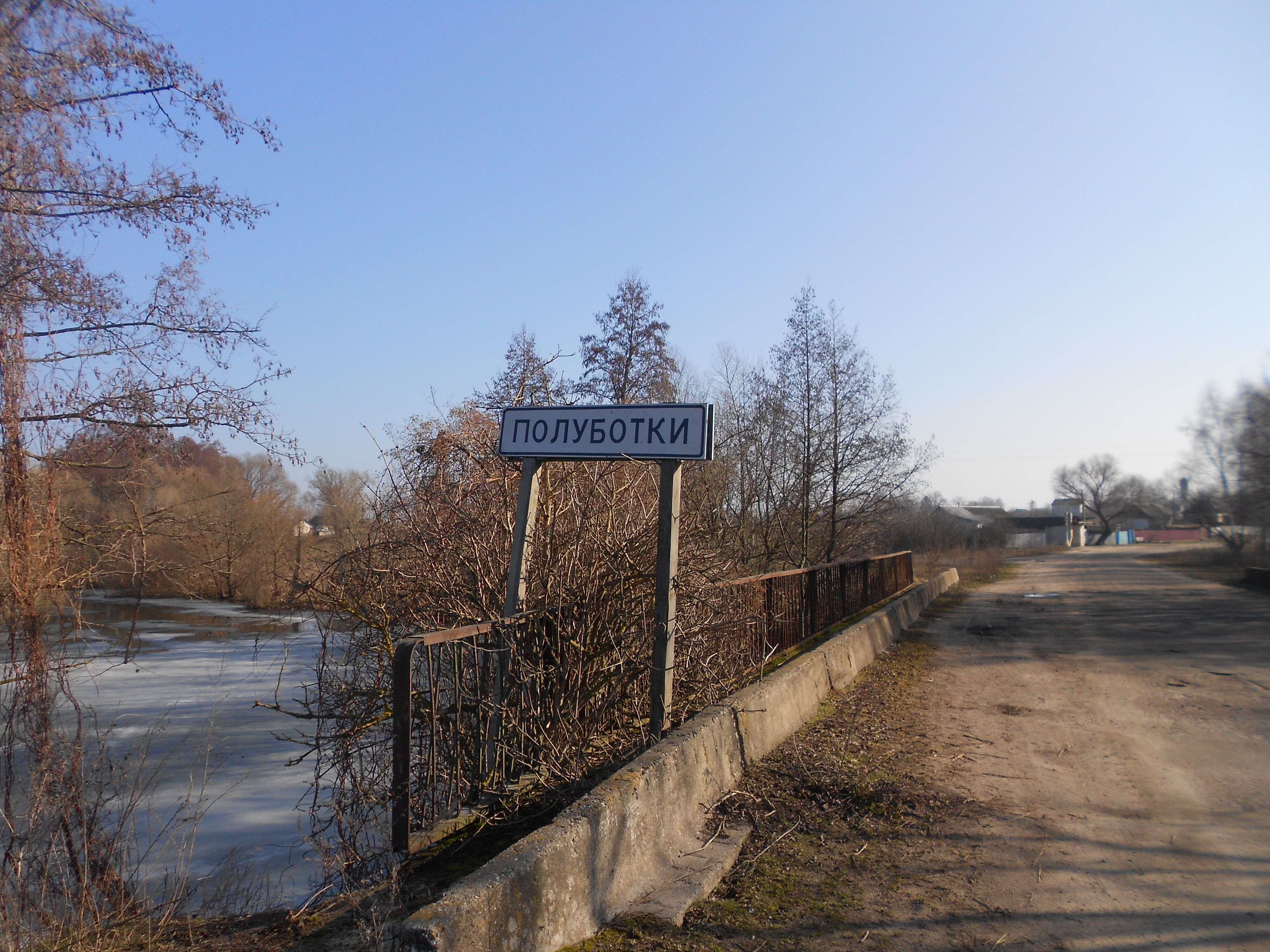
Міст через річку
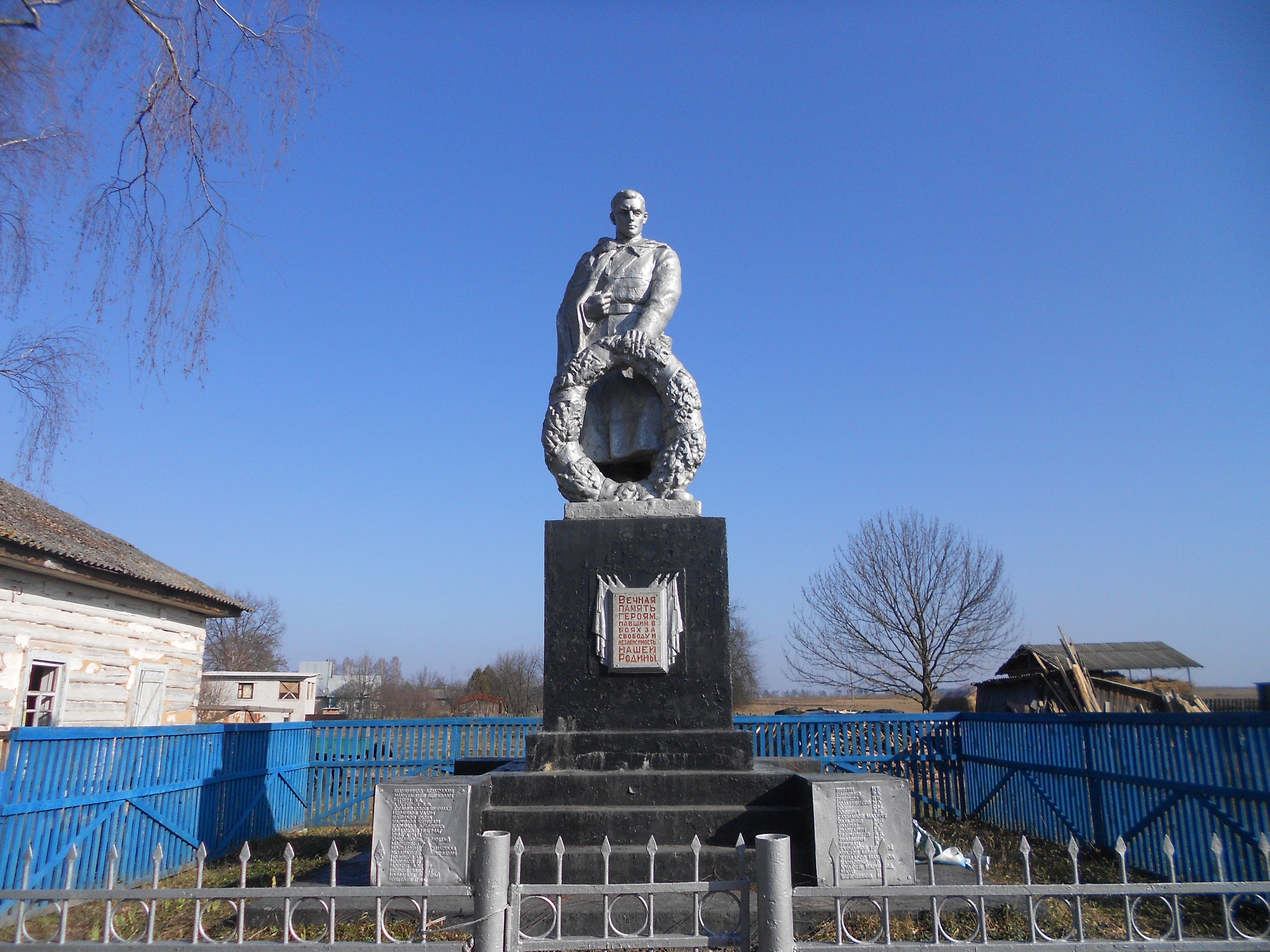
Пам'ятник воїнам Другої світової війни
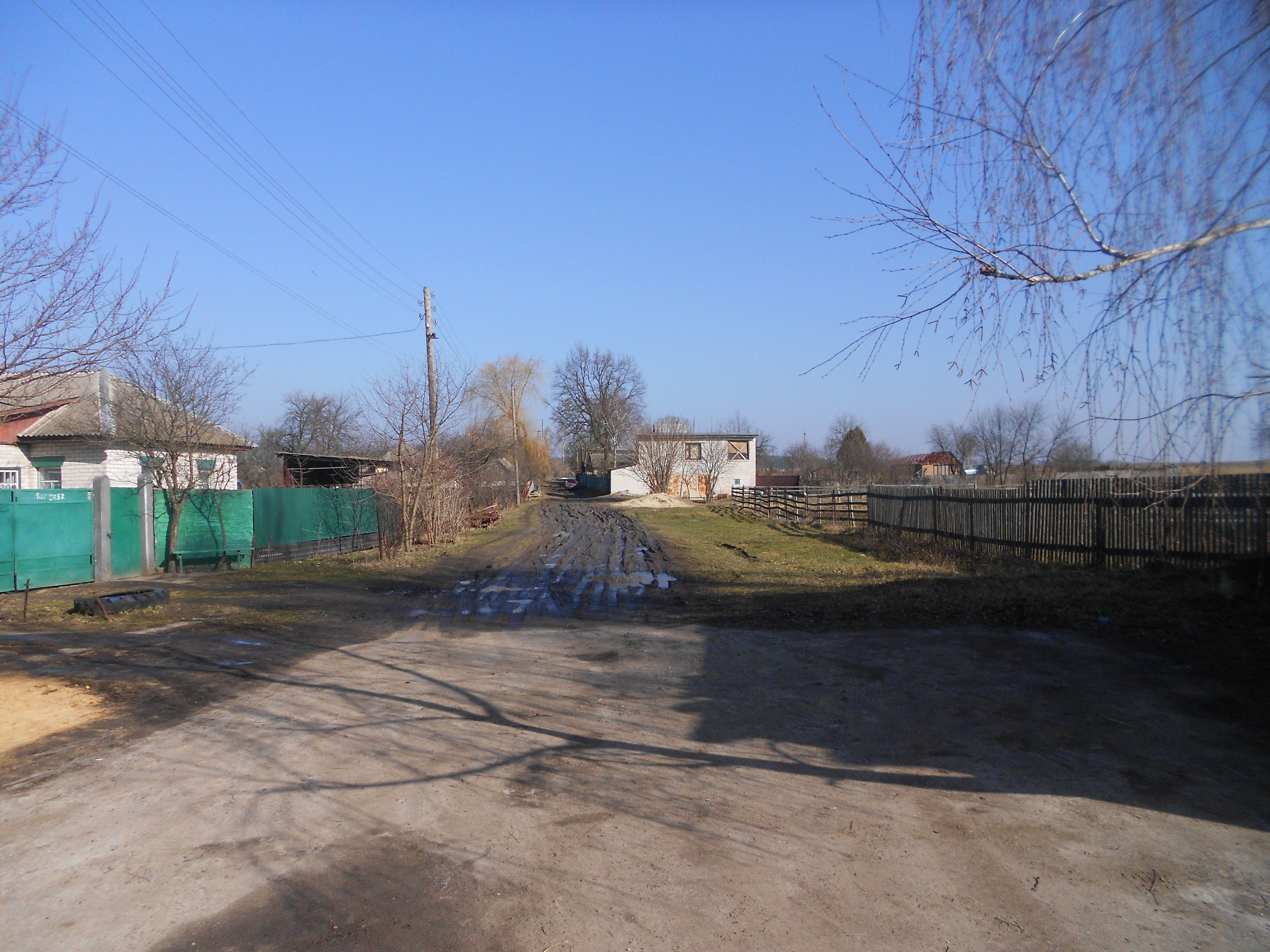
Одна з вулиць
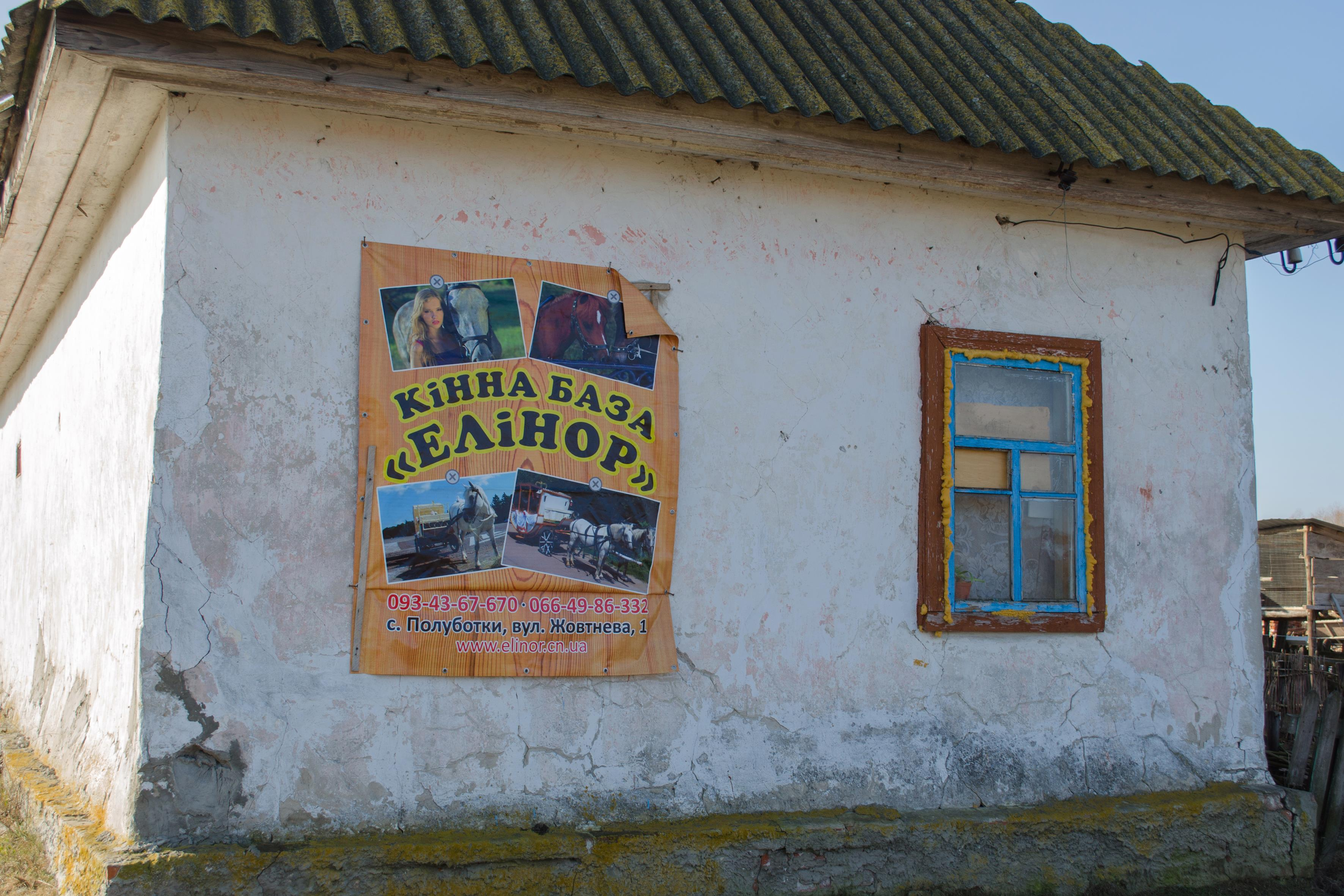
Кінна база
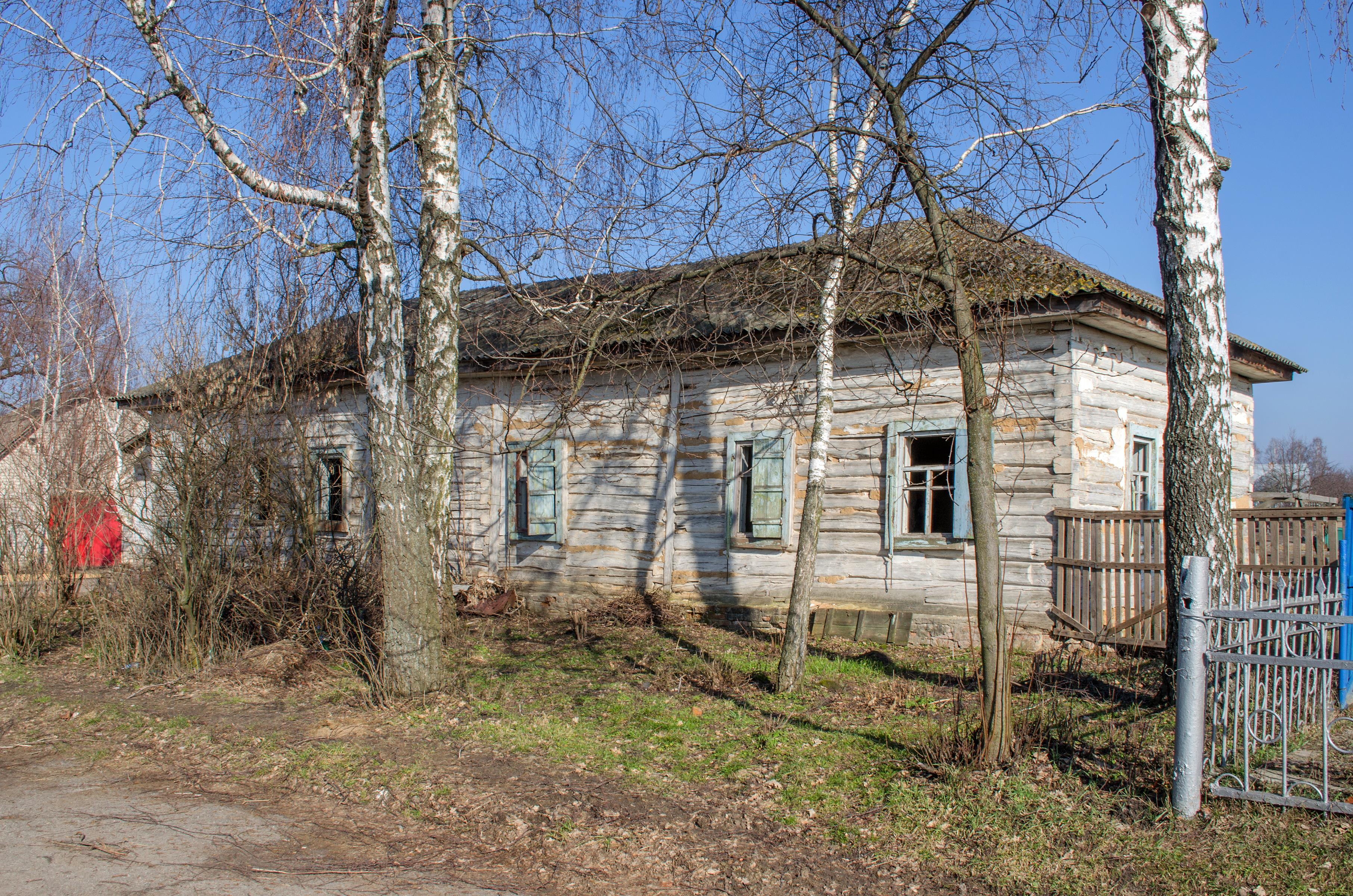
Покинута будівля
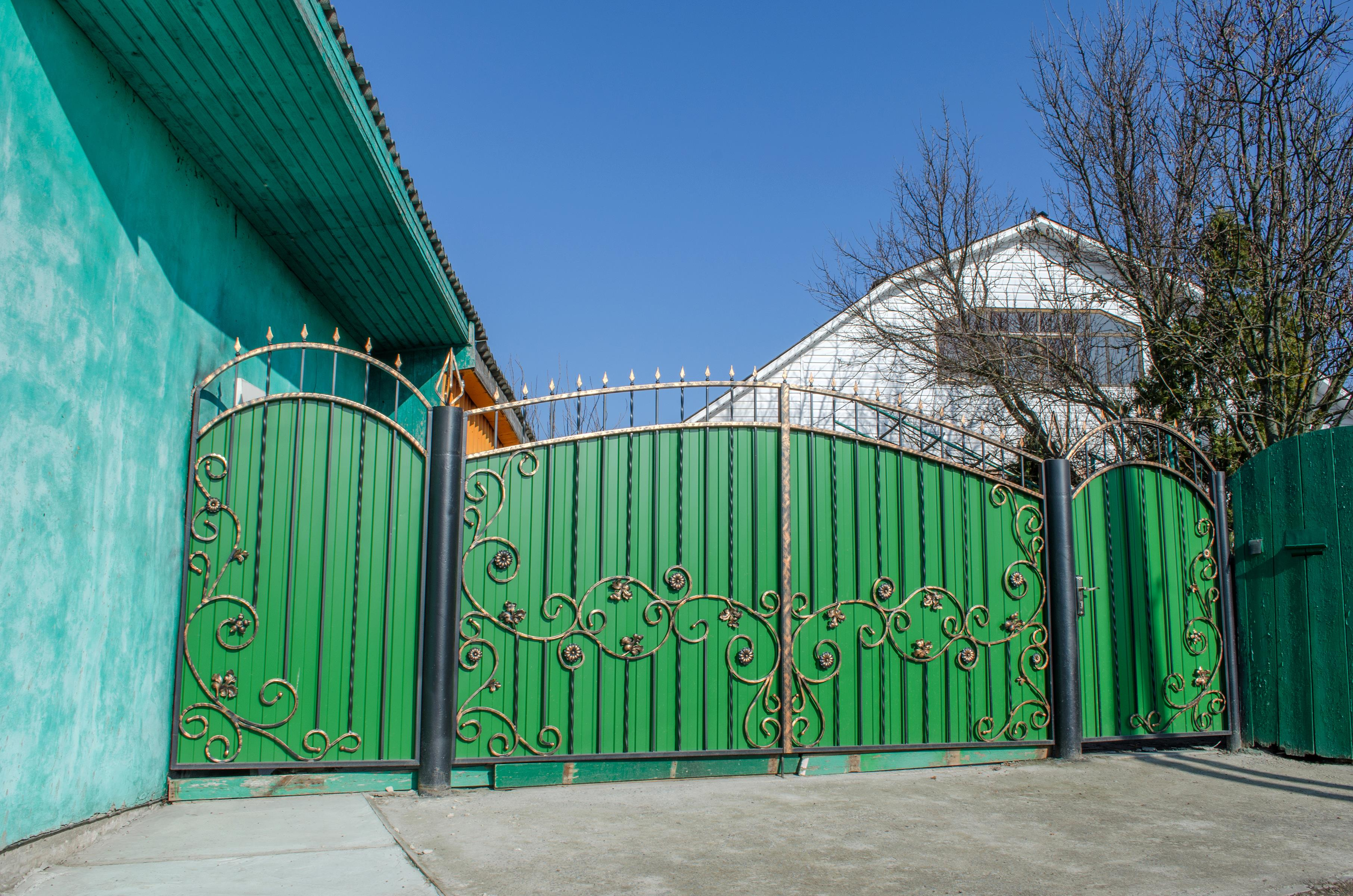
Ворота

## Постаті
- Смирнов Павло Юрійович (1989—2017) — старший солдат Збройних сил України, учасник російсько-української війни.